# 嶺岸光
嶺岸 光（みねぎし ひかる、1991年6月5日 - ）は、宮城県出身のサッカー選手。フィリピン代表。ポジションはMF。

## クラブ歴
日本人の父親とフィリピン出身の母親の間に生まれた。母親はオロンガポの出身である。聖和学園高等学校から仙台大学に進学するも日本でのプロ入りはオファーがなく、叶わなかった。
同じフィリピンハーフである佐藤大介に誘われてフィリピンに渡った。2015年初めにユナイテッド・フットボールリーグのグローバルFCに加入。2016シーズンは17試合で17得点の活躍を見せ、得点王に輝いた。
2017年12月にタイ・リーグ1の パタヤ・ユナイテッドFCに移籍。2019年シーズンはタイ・リーグ2のJLチエンマイ・ユナイテッドFCでプレーした。
2019年12月21日、セレス・ネグロスFCに移籍。

## 代表歴
2016年11月5日にフィリピン代表として出場するためにフィリピンの旅券を取得する動きを見せている事が報じられた。
同月19日に行われた2016 AFFスズキカップグループステージ初戦のシンガポール代表戦のハーフタイムに途中出場しフィリピン代表初出場を果たした。22日に行われたインドネシア代表戦ではスターティングメンバーに名を連ねた。

## 所属クラブ
- 栗生サッカースポーツ少年団（仙台市立栗生小学校）[7]
- 仙台スポーツシューレFC（栗生小学校→仙台市立折立中学校）[7]
- 聖和学園高等学校
- 仙台大学
- 2015年 - 2017年12月  グローバル・セブFC
- 2017年12月 - 2018年  パタヤ・ユナイテッドFC
- 2019年  チエンマイ・ユナイテッドFC
- 2019年12月 - 2022年  セレス・ネグロスFC
- 2023年 -  ウタイターニーFC

## タイトル

### 個人
- ユナイテッド・フットボールリーグ 得点王：1回 (2016)